# ویلانووافرانکا
ویلانووافرانکا (به ایتالیایی: Villanovafranca) یک کومونه در ایتالیا است که در استان مدیو کامپیدانو واقع شده‌است. ویلانووافرانکا ۲۷٫۵ کیلومتر مربع مساحت و ۱٬۴۸۱ نفر جمعیت دارد.